# Samir Məsimov
Samir Məsimov (Baku, 25 agosto 1995) è un calciatore azero, centrocampista del Template:Calcio Kosmos Dolgoprudnyj (2022).

## Carriera
In carriera ha giocato 8 partite di qualificazione per l'Europa League.

## Palmarès

### Club

#### Competizioni nazionali
- Coppa d'Azerbaigian: 1

Neftçi Baku: 2013-2014